# Aphelodoris karpa
Aphelodoris karpa is een slakkensoort uit de familie van de Dorididae. De wetenschappelijke naam van de soort werd voor het eerst geldig gepubliceerd in 2003 door N.G. Wilson.